# Steady, As She Goes
Steady, As She Goes è il primo singolo del gruppo rock The Raconteurs, pubblicato nel 2006 ed estratto dall'album Broken Boy Soldiers.
Esistono 2 video della canzone.

## Tracce
- 7"

1. Steady, As She Goes
2. Store Bought Bones

## Formazione
- Jack White
- Brendan Benson
- Jack Lawrence
- Patrick Keeler